# Anna Wiesinger

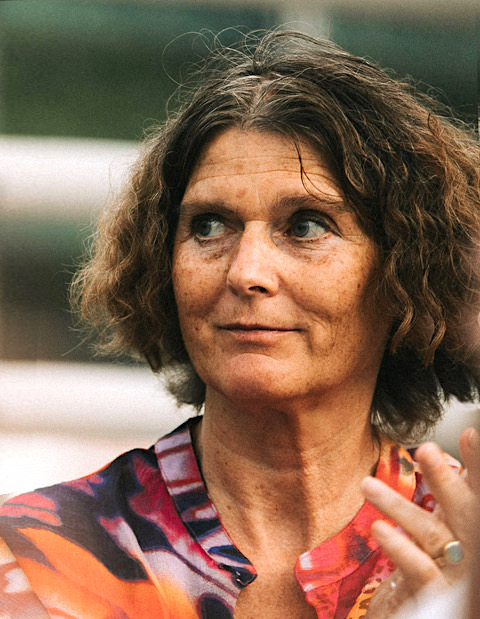
Anna Wiesinger (2019)

Anna Wiesinger (* 1958 in Königswiesen, Österreich) ist eine österreichisch-deutsche bildende Künstlerin.

## Leben und Wirken
Anna Wiesinger absolvierte nach Matura 1977 an der damaligen Kunstgewerbeschule Linz ein Studium der Bildenden Kunst (Bereich Textile Gestaltung) an der damaligen Hochschule für künstlerische und industrielle Gestaltung Linz (Abschluss 1983 als Magistra artium; künstlerische Schwerpunktarbeiten u. a. bei Fritz Riedl, Helmuth Gsöllpointner und Hannes Haybäck).

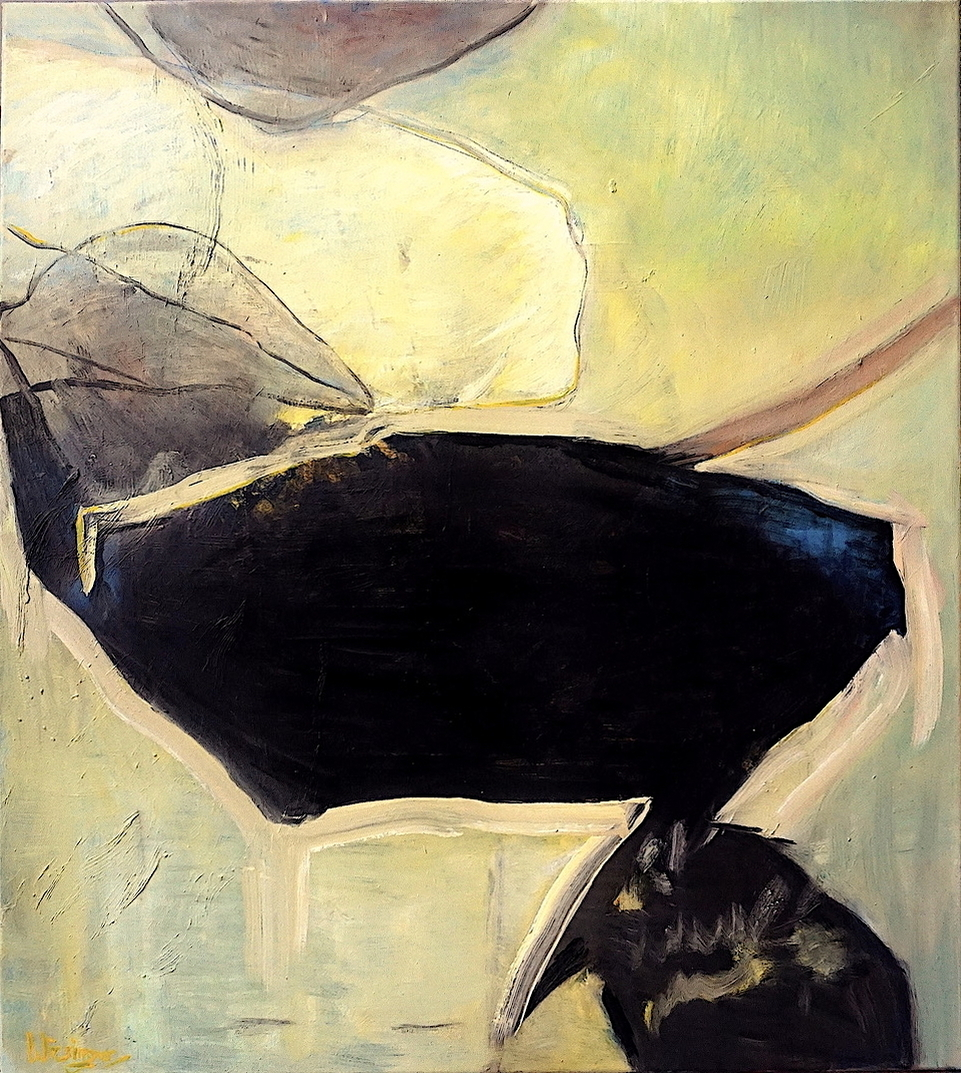
Floating Stone, 2020

Sie studierte 1982 auch an der Akademie der Künste (Sofia) (mit einem Auslandsstipendium des österr. Bundesministeriums für Unterricht und Kunst) und absolvierte 1985–2014 mehrmonatige Arbeitsaufenthalte in den USA (Florida), in der Karibik, in Ostafrika (Tansania, Kenia), und in Sri Lanka. Sie erhielt 1975 ein Begabtenstipendium der Hochschule für Künstlerische und Industrielle Gestaltung Linz (heute: Kunstuniversität Linz) und 1985 die Talentförderungsprämie für Bildende Kunst des Landes Oberösterreich.
Seit 1988 lebt und arbeitet sie als freischaffende Künstlerin in Deutschland, zuerst in Berlin, und seit 1995 in Lüchow. Sie bestritt bisher Ausstellungen in ganz Deutschland, u. a. überregional in Berlin, Hamburg, Hannover, Dortmund, Essen, Greifswald, Magdeburg; sowie eher regional rund um ihren Wohnsitz im niedersächsischen Wendland: z. B. Lüchow, Dannenberg, Hitzacker, Jameln, Dahlenburg u. a.; aber auch international in Österreich (Linz); in der Schweiz (Pfäffikon); in Spanien (Barcelona); in Frankreich (Lille); in Polen (Oborniki) und in Griechenland (Athen).

## Zum Werk
Anna Wiesinger arbeitet mit verschiedenen Techniken der Bildgestaltung, vorwiegend jedoch mit Öl auf Leinwand. Ihre zentralen Themen sind Farbe und Licht, deren Vielfalt in unterschiedlichen Kontexten und mit mannigfachen Techniken (neben Ölmalerei auch Aquarelle, Kohle- und Kreidezeichnungen auf Papier, sowie Gestaltung und Bemalung von transparenten Plexiglas-Scheiben) sichtbar gemacht wird.
Sie nahm am Projekt 2-3 Straßen teil, einem ganzjährigen Projekt innerhalb der Europäischen Kulturhauptstadt Ruhr 2010 (Leitung: Jochen Gerz), bei dem sie das Kunstprojekt „Galerie der Nachbarn: Wer hat Angst vor Rot, Gelb, Blau?“ realisierte. Aufbauend darauf entwickelte die Künstlerin das Konzept eines Abstrakten Portraits, das sie anschließend mehrfach auch in weiteren Ausstellungen und Projekten umsetzte.

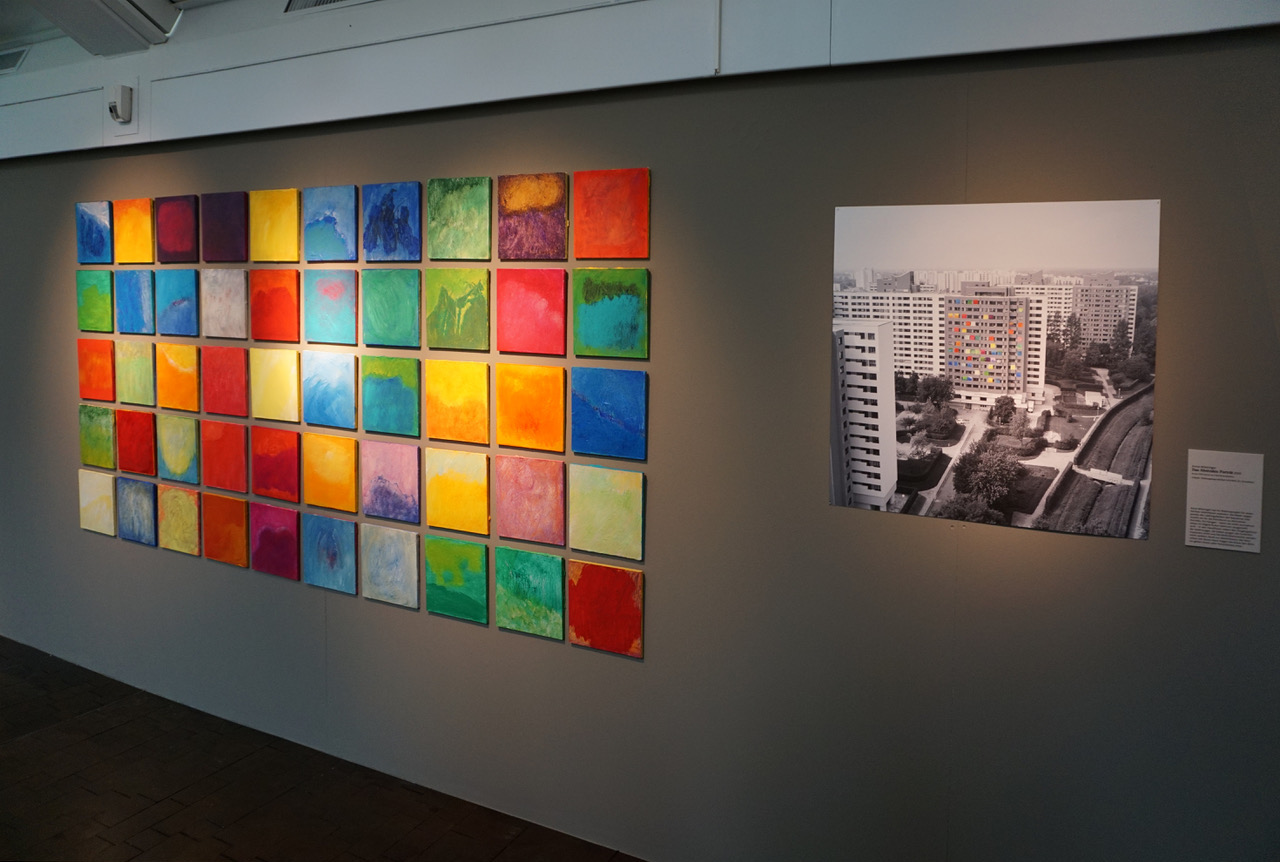
Abb. 1: Abstrakte Portraits, Gesobau Berlin 2012
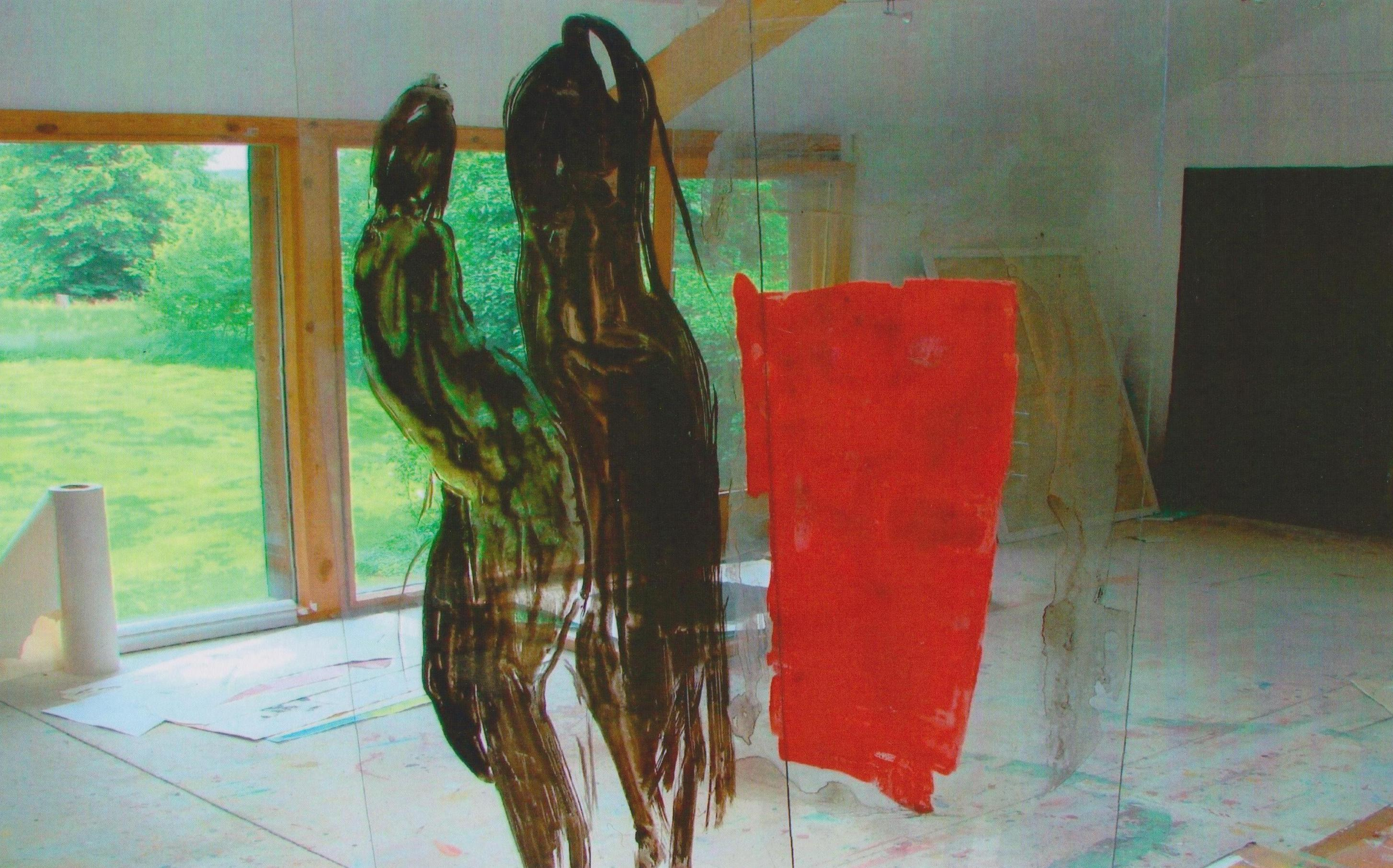
Abb. 2: Action 33, Acryl auf Plexiglas, 2007
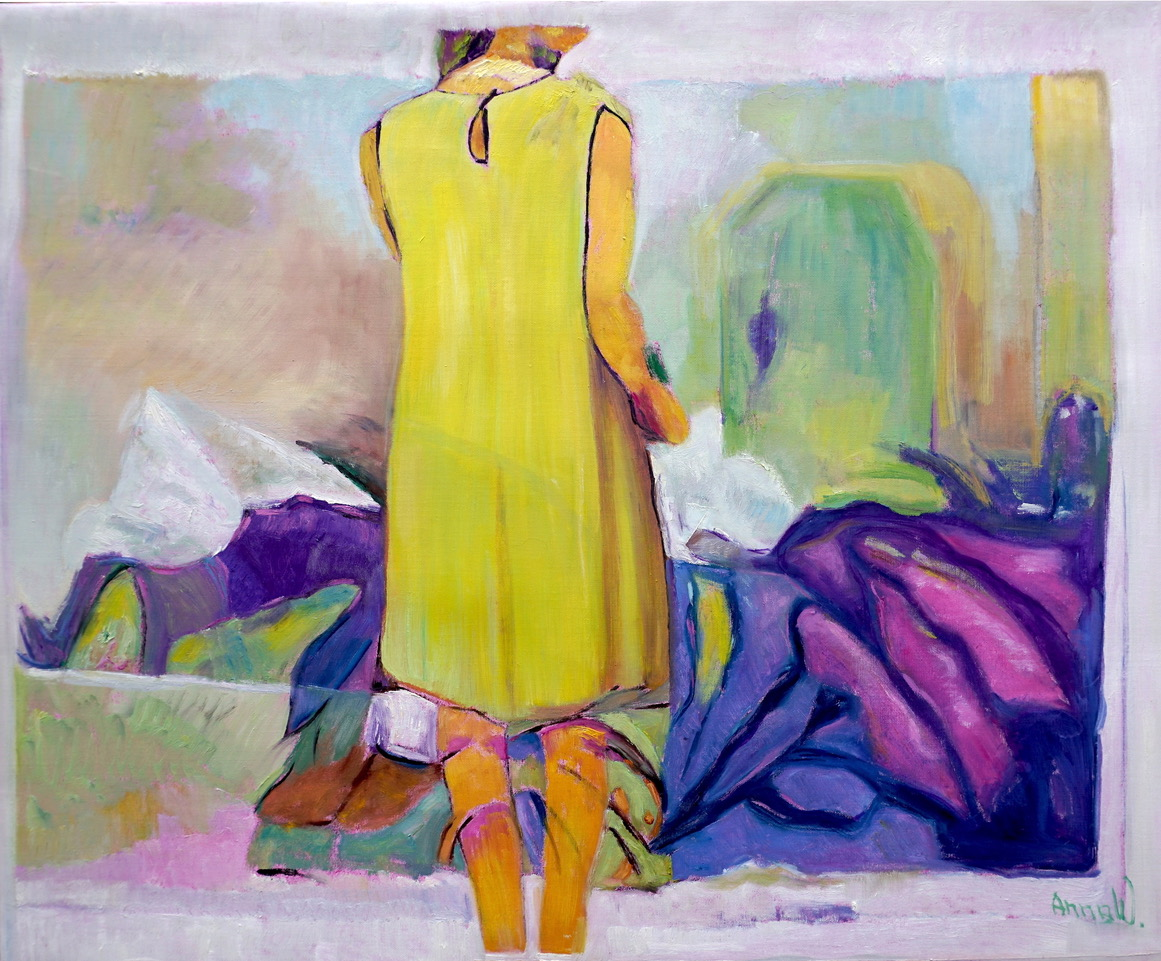
Abb. 3: The gift, Öl auf Leinwand, 2018
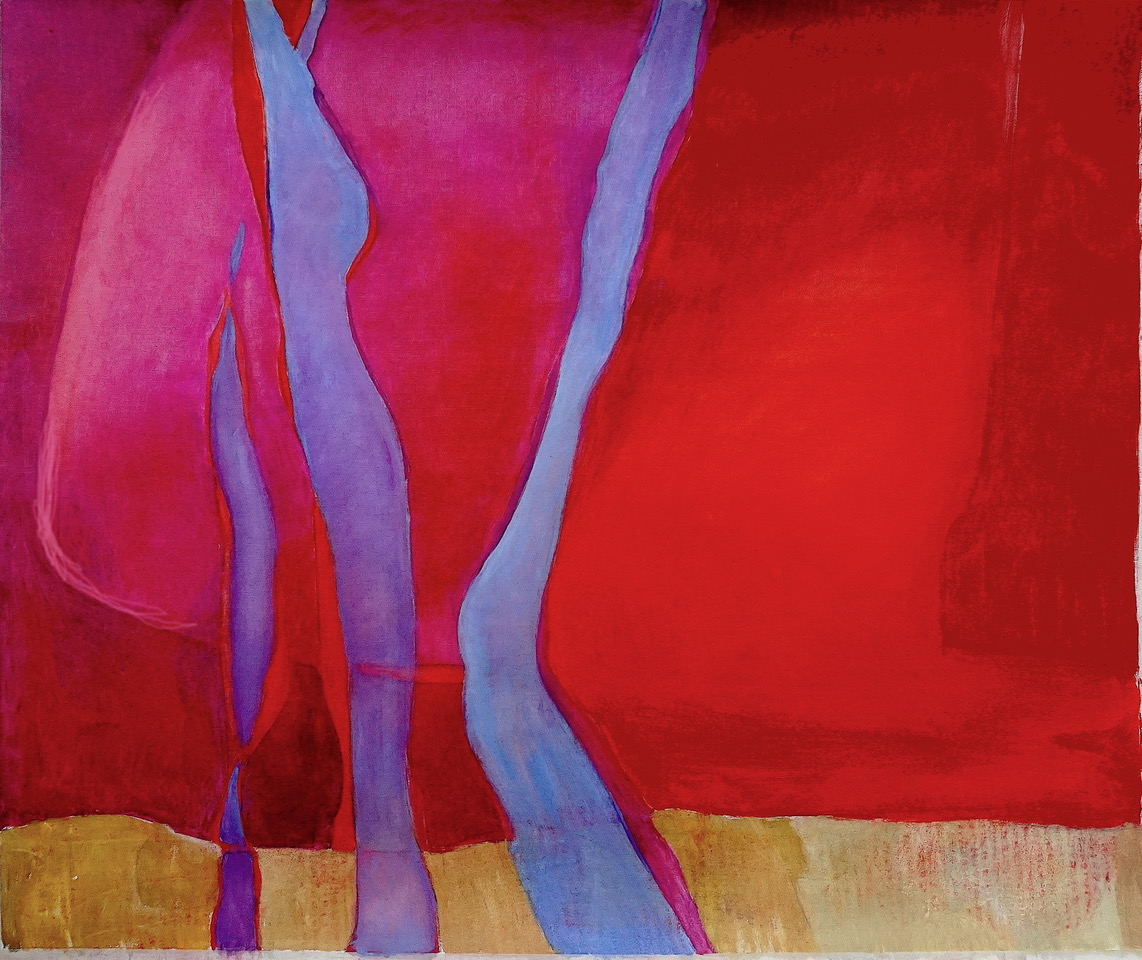
Abb. 4: Patterns, Öl auf Leinwand, 2021
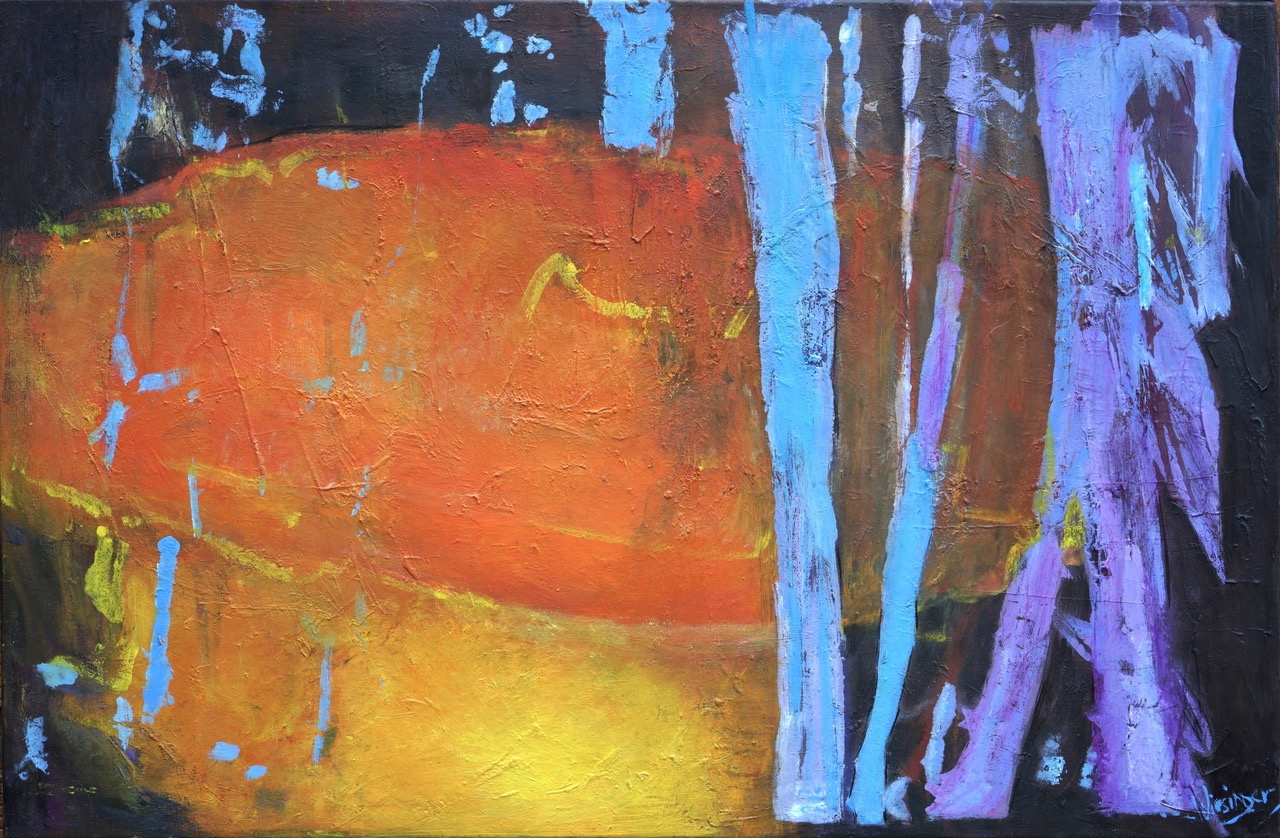
Abb. 5 Orange message, Öl auf Leinwand, 2022
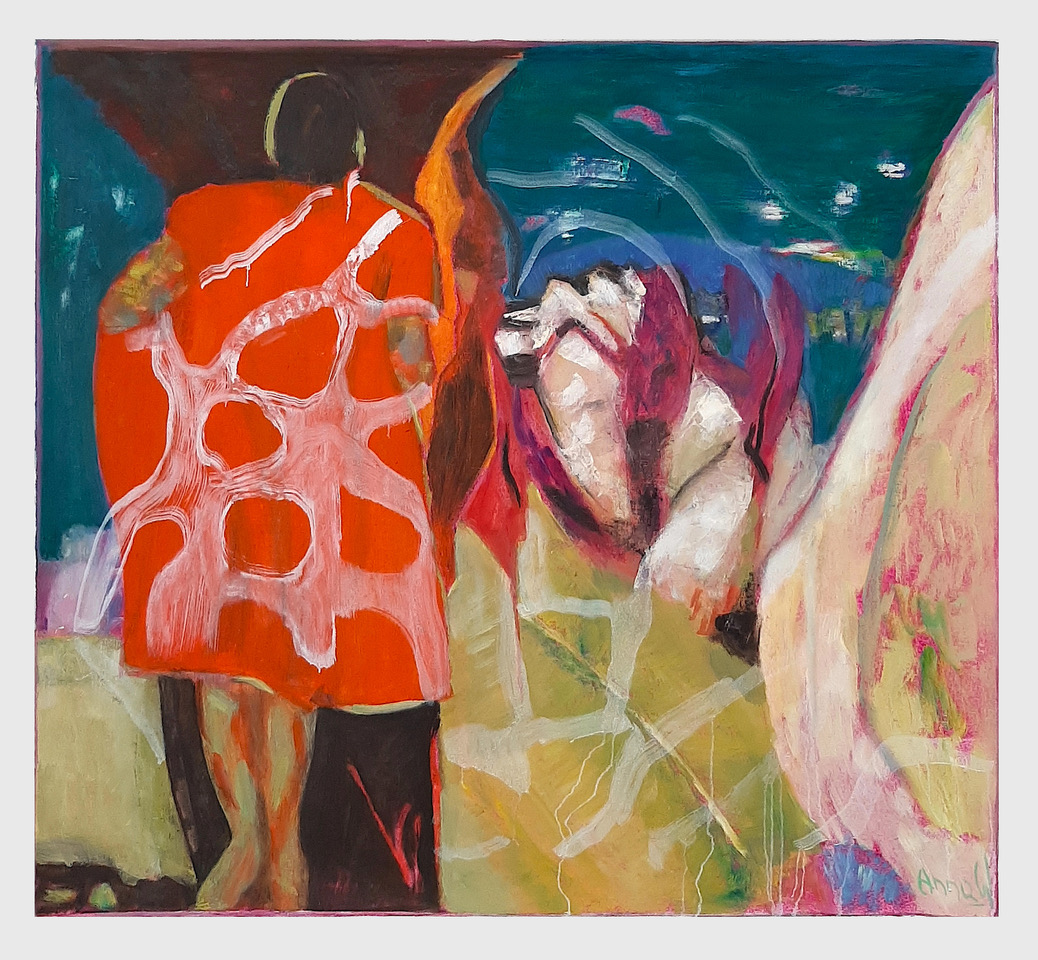
Abb. 6: I & Me, Öl auf Leinwand, 2023

## Ausstellungen und Projekte (Auswahl)
Anna Wiesinger bestritt bisher 21 personale Ausstellungen und mehr als 70 Gruppenausstellungen (bzw. jew. Projekte). Hier wird eine Auswahl von 27 der mehr als 90 Ausstellungen/Projekte dargestellt.

### Personale Ausstellungen und Einzelprojekte
- 2023: Anna Wiesinger: Malerei & Hanínga Thiehl: Objekte (mit Hanínga Thiehl: Personale Ausstellung), Galerie Seetor (Karin Albers), Lenzen (Elbe)[6]
- 2022: Positionen (mit Patrick Fauck und Matthias Trott, Personale Ausstellung), Kulturzentrum Zehntscheune Stadthagen[7];
- 2021: Im Licht der Farben (Soloausstellung), Galerie Hesse, Hannover[8];
- 2016–18: Gestaltung von Räumen der Firma Ondis24 (Einzelprojekt, Publikation/Katalog), Projekt in einer alten Industriehalle in Schmiedeberg bei Dresden;[9];
- 2011–2012: Farbgalerie in allen Etagen – Senioren starten durch zur Farbe (Soloprojekt), Projekt „Das Abstrakte Porträt“ für die Bewohner des Seniorenwohnhauses der GESOBAU AG am Senftenberger Ring, Berlin[10].
- 2011: Vehemente Kunst (Soloausstellung), Galerie Pommernhus, Greifswald[11];
- 2010: Die Perlentaucher (Soloausstellung), Freiluftausstellung im Westfalenpark, Dortmund.
- 2008: Anna Wiesinger: Plexiglas-Bildobjekte, Zeichnungen, Ölbilder (Soloausstellung, Bildband/Katalog), Museum Wustrow[12];
- 1996: Anna Wiesinger: Malerei (Soloausstellung), Galerie „En passant“ Ruth Sachse, Hamburg;
- 1992: Anna Wiesinger (Soloausstellung), Kleine Bürogalerie, Berlin;
- 1989: Anna Wiesinger: Ölbilder, 1 Teppich (Soloausstellung/Katalog), Hypo-Galerie, Linz;

### Gruppenausstellungen und Gruppenprojekte
- 2022: #instagramzow22. 22POSITIONEN, SpeicherART im Speicher Gramzow[13];
- 2022: Art and Wine, Galerie Pocket Star, Athen[14];
- 2021: Pira Open Drawing Salon 2021: „The Intimate Immensity“, Piramidón. Centro de Arte Contemporáneo, Barcelona;
- 2020: DER KOFFER – Abstand und Nähe in ungewöhnlichen Zeiten, Ausstellung der Künstlergruppe KX07[15] mit Beteiligung Anna Wiesingers, Coworking-Space Hitzacker[16];
- 2019: Zwischenlandung, Ausstellung der Künstlergruppe KX07 mit Beteiligung Anna Wiesingers, Kreishaus Lüchow (Wendland)[17];
- 2018: Stadtvermessung Dannenberg (Kooperationsprojekt, mit Publikation/Katalog), Kunstprojekt der Stadt Dannenberg (Elbe) zu deren Geschichte und Gegenwart, bearbeitet mit den Mitteln der Kunst (künstlerische Leitung: Anna Wiesinger)[18];
- 2017: Hallo, Nachbar! Der tägliche Tanz um Nähe und Distanz, Voegele Kunst- und Kulturzentrum, Pfäffikon, Schweiz[19];
- 2015: _ab jetzt, GalleryGnaegy, Dannenberg (Elbe)[20];
- 2014–2015: gesellschaft für sonstwas und über see (mit Publikation/Katalog), 2 Ausstellungen der Künstlergruppe KX07 mit Beteiligung Anna Wiesingers: (2014); „Die große Überfahrt“, Museumsschiff Cap San Diego, Hamburg[21]; (2015) „Über Fahrt und Rückkehr“, Kunsthalle Neu Tramm[22]
- 2013–2014: Prozesse der Identität in der Kulturlandschaft des Wendlandes (Kooperationsprojekt, Publikation/Katalog), Kunstprojekt des Landkreises Lüchow-Dannenberg in der Nemitzer Heide und im Rundling Lübeln (künstlerische Leitung: Anna Wiesinger)[23]
- 2009: Exposition Internationale, Da Silva Galerie Internationale, Lille[24];
- 2008: KX07 zeigt Kästen, Ausstellung der Künstlergruppe KX07 mit Beteiligung Anna Wiesingers, Galerie „kunstFleck“ Dahlenburg[25].
- 2005: Gesamtkunstwerk Nachtlust, Ausstellung und Projekt im Künstlerhof Schreyahn;
- 1999–2023: Klangrauminstallationen in Zusammenarbeit mit Interpreten zeitgenössischer Musik (Kooperationsprojekte), Projekte mit Lothar Voigtländer (Komponist, Aktion „Klangraum“, 1999), mit Matias de Oliveira Pinto (Cello, Installation „Colourroom“, 2004[26], oder Filmprojekt „Bach und Bilder: Konzert und Malerei“, 2020[27]), mit Claudia Buder (Akkordeon), mit Hans Werner Henze (Komponist, Programm „Celloherbst am Hellweg“, als Teil der Kulturhauptstadt Ruhr.2010[28]).
- 1993–1994: Quadrilog: vier Künstler aus Frankreich, Deutschland und Österreich, 2 Ausstellungen: Rathaus Berlin-Reinickendorf (1993), Schloss Oranienburg (1994);
- 1985: Landeskulturpreise und Talentföderungsprämien Bildende Kunst, Galerie im Ursulinenhof Linz;
- 1983: Jahresausstellung der Meisterklasse für Textiles Gestalten, Hochschule für künstlerische und industrielle Gestaltung Linz.[29]

## Publikationen
- Anna Wiesinger: Immaterielle Wirklichkeit, in: Lohmann, Ulla/Lohmann, Heinz: Mal Undenkbares denken. Dialog mit der Kunst, Heidelberg 2022: Verlag medhochzwei, ISBN 978-3-86216-913-9, S. 14–18.
- (Co-Hg. Anna Wiesinger) Nichts bringt mehr Wirklichkeit als Utopien: Kunst im öffentlichen Raum. Textband, Dokumentation des Projekts „Prozesse der Identität in der Kulturlandschaft des Wendlandes“, Lüchow 2013: Landkreis Lüchow-Dannenberg[30]
- Anna Wiesinger: Ich reiste über meinen Horizont, in: Thiel, Hanínga (Hg): Gesellschaft für sonst was und über See, Dannenberg 2016: Gruppe KX07, S. 15–24[31]
- (Co-Hg. Anna Wiesinger) Stadtvermessung Dannenberg: Textband, Dokumentation des Projekts „Stadtvermessung Dannenberg“, Stadt Dannenberg 2018[32]
- Anna Wiesinger: Das abstrakte Portrait, in: Pfütze, Hermann (Hg): 2-3 Straßen: eine Ausstellung in Städten des Ruhrgebiets, Teil 2: Making of, Köln 2011: DuMont, ISBN 978-3-8321-9374-4, S. 120–123.